# باتری خودرو برقی

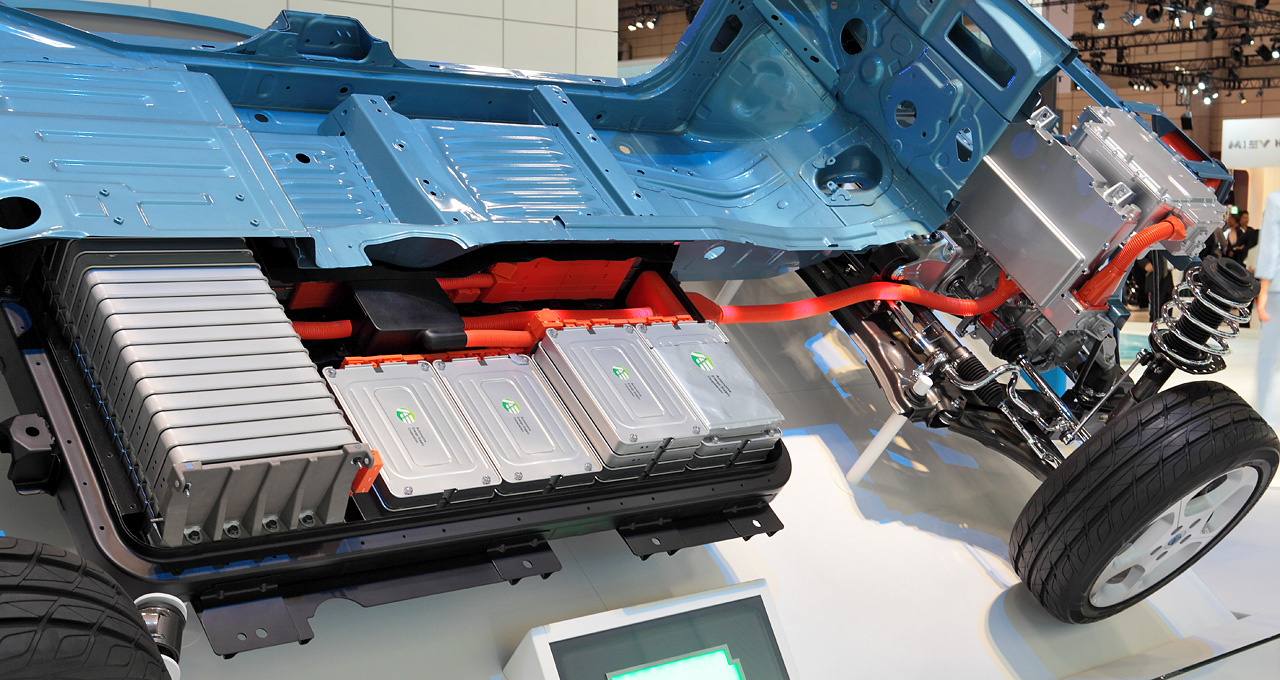
نمایی برش خورده از خودروی نیسان لیف که مقداری از باتری قابل مشاهده است

باتری خودروی برقی (به انگلیسی: Electric-vehicle battery) (به اختصار EVB) یا باتری کششی (به انگلیسی: Traction battery)، گونه‌ای باتری است که به عنوان نیروی محرکه خوردوهای تمام‌برقی مورد استفاده قرار می‌گیرد. باتری‌های خودرو معمولاً از گونه قابل شارژ مجدد هستند.
تفاوت باتری‌های کششی یا باتری خودرو (باتری استارت خودرو) در این است که این باتری‌ها طوری طراحی شده‌اند که بتوانند در مدت زمانی طولانی خروجی مطلوب و بدون افت شدید بدهند.